# Helmut Wiemken
Helmut Carl Rudolf Wiemken (* 6. Juli 1926 in Osnabrück) ist ein deutscher Literaturwissenschaftler und Übersetzer.

## Tätigkeit
Im Rahmen seiner Übersetzungstätigkeit übertrug er in erster Linie literarische Erzählungen und Romane etwa von Edgar Allan Poe und Mark Twain ins Deutsche. Zu seinem Übersetzungswerk gehören aber auch verschiedene Sachbücher.
Daneben verfasste Wiemken eigene literaturwissenschaftliche Schriften. Im Rahmen seiner Dissertation von 1951 verglich er Apuleius Metamorphosen mit den ab 1855 im ägyptischen Oxyrhynchos gefundenen griechischen Werken, die heute unter anderem unter dem Titel Charition und Moicheutria zusammengefasst werden. Im Rahmen dessen stellte Wiemken erstmals die These auf, dass Apuleius und womöglich auch andere griechische Autoren von den in Oxyrhynchos gefundenen Werken beeinflusst waren. Wiemken wird auch weiterhin rezipiert, wobei insbesondere die dogmatischen Ergebnisse seiner Untersuchung in die heutige Forschung einfließen.

## Werke
- Der griechische Mimus, Göttingen 1951
- Simone, Hamburg 1960

## Übersetzungen (Auswahl)
- Kiker Douglas: Abschied von Dixieland, Hamburg, 1958
- Edgar Allan Poe: Meistererzählungen, Bremen 1960 (zusammen mit Christel Wiemken)
- Mark Twain: Reise durch die Alte Welt, Hamburg 1964
- Mark Twain: Dem Äquator nah, Hamburg 1965
- Desmond Stewart: Die Frühzeit des Islam, Amsterdam 1969
- Unbekannt: Everyman, Stuttgart 1970